# Omar Salim
Omar Gergely Salim, född 12 april 2003, är en amerikansk-ungersk taekwondoutövare. Han är son till taekwondoutövaren Gergely Salim.

## Karriär
I april 2021 vid EM i Sofia tog Salim sitt första EM-guld i 54 kg-klassen efter att ha besegrat grekiska Dionisios Rapsomanikis i finalen. I maj 2022 vid EM i Manchester försvarade han sitt EM-guld i 54 kg-klassen genom att besegra turkiska Görkem Polat i finalen. I november 2022 vid VM i Guadalajara tog Salim sitt första VM-guld i 54 kg-klassen efter att ha besegrat mexikanska César Rodríguez i finalen.
I maj 2024 vid EM i Belgrad tog Salim guld i 63 kg-klassen efter att ha besegrat turkiske Hakan Reçber i finalen, vilket blev hans totalt tredje EM-guld.